# Neuseeland-Dollar
Der Neuseeland-Dollar (englisch New Zealand Dollar, Maori tāra o Aotearoa, deutsch auch Neuseeländischer Dollar) ist die Währung von Neuseeland. Er ist außerdem die Währung in der neuseeländischen Kolonie Tokelau und in Niue, das in freier Assoziierung mit Neuseeland steht, sowie auf den Pitcairninseln.
Ein Neuseeland-Dollar ist unterteilt in 100 Cents, der ISO-Code ist NZD und die gebräuchlichste Abkürzung NZ$. Umgangssprachlich wird der Neuseeland-Dollar auch Kiwi(-Dollar) genannt, weil mit dem Wort Kiwi üblicherweise Neuseeland assoziiert wird und auf der 1-Dollar-Münze ein Kiwi abgebildet ist.
Auf speziell für Tokelau ausgegebenen Sondermünzen ist gelegentlich die tokelauische Bezeichnung Tala zu finden.

## Geschichte
Am 10. Juli 1967 wurde das Neuseeländische Pfund, das in 20 Shilling unterteilt war, durch den Neuseeland-Dollar (NZ$) zum Kurs 1 Pfund = 2 NZ$ ersetzt (wobei ein Dollar in 100 Cent unterteilt ist). Die 10-Cent-Münze trug noch zusätzlich die Wertangabe „One Shilling“, die bei den Prägungen ab 1970 entfiel.

## Münzen und Banknoten

### Münzen
Bilder annähernd im gleichen Maßstab
| Nennwert | Bild     | Motiv                        | Material                | Gewicht | Durchmesser | Dicke    |
| -------- | -------- | ---------------------------- | ----------------------- | ------- | ----------- | -------- |
| 10 Cent  |          | Ein geschnitzter Māori-Kopf  | Stahl mit Kupferüberzug | 3,30 g  | 20,50 mm    | 1,58 mm  |
| 20 Cent  |          | Pukaki, ein Māori-Häuptling  | Stahl mit Nickelüberzug | 4,00 g  | 21,75 mm    | 1,56 mm  |
| 50 Cent  |          | Endeavour und Mount Taranaki | Stahl mit Nickelüberzug | 5,00 g  | 24,75 mm    | 1,70 ;mm |
| 1 Dollar |          | Kiwi und Silberfarn          | Aluminiumbronze         | 8,00 g  | 23,00 mm    | 2,74 mm  |
| 2 Dollar | 2 Dollar | Silberreiher                 | Aluminiumbronze         | 10,00 g | 26,50 mm    | 2,70 mm  |

### Alte Münzen
| Diese Münzen (1 Cent und 2 Cent) waren bis 30. April 1990 als offizielles Zahlungsmittel zugelassen: | |
| | Die 1-Cent-Münze zeigte einen Wedel des Silberfarn, eines der Nationalembleme Neuseelands. |
| | Die 2-Cent-Münze zeigte einen Zweig des Kōwhai, eines der Nationalembleme Neuseelands. |
| Diese Münzen waren bis 31. Oktober 2006 als offizielles Zahlungsmittel zugelassen:                   | |
| | Die 5-Cent-Münze zeigte eine Brückenechse, die letzte überlebende Art einer ansonsten ausgestorbenen Familie von Reptilien. Diese Münze hatte einen Durchmesser von 19,43 mm.                                                                                   |
| | Die 10-Cent-Münze zeigte einen geschnitzten Kopf der Māori. Diese Münze hatten einen Durchmesser von 23,62 mm. |
| | Diese 20-Cent-Münze zeigte einen Kiwi unter Silberfarn. |
| | Diese 20-Cent-Münze zeigte eine Maori-Schnitzerei von Häuptling Pukaki. 20-cent-Münzen hatten einen Durchmesser von 28,58 mm. |
| | Die 50-Cent-Münze zeigte die Endeavour, das Schiff von Kapitän James Cook. Mit 31,75 mm Durchmesser war diese Münze eine der größten weltweit im Umlauf befindlichen Münzen (zum Vergleich: das Schweizer Fünffrankenstück hat einen Durchmesser von 31,45 mm). |

### Banknoten
In Neuseeland sind aktuell zwei Serien von Banknoten im Umlauf, 5 $, 10 $, 20 $, 50 $ und 100 $ Banknoten der Serie 6 und der Serie 7.

#### Neuseeland-Dollar  (6. Serie)
Um die Jahrtausendwende wurde die 6. Banknotenserie in Umlauf gegeben. Diese zeigt im Wesentlichen dasselbe Bild wie die vorherige 5. Serie, jedoch sind die Banknoten – wie in vielen Ländern des pazifischen Raumes – auf Polymer gedruckt.
| Nennwert   | Motiv Vorderseite     | Motiv Rückseite  |
| ---------- | --------------------- | ---------------- |
| 05 Dollar  | Sir Edmund Hillary    | Gelbaugenpinguin |
| 010 Dollar | Kate Sheppard         | Saumschnabelente |
| 020 Dollar | Elisabeth II.         | Maorifalke       |
| 050 Dollar | Sir Apirana Ngata     | Lappenkrähe      |
| 100 Dollar | Sir Ernest Rutherford | Gelbköpfchen     |

#### Neuseeland-Dollar (7. Serie)
Am 20. November 2014 veröffentlichte die Reserve Bank of New Zealand ein Video das die siebte Banknotenserie vorstellte. Die Serie mit dem Arbeitstitel Brighter Money verfügte über eine kräftigere Farbgebung, verbesserte Sicherheitsmerkmale und die Einbindung der Maorischen Sprache.
Das Design stammte von der Canadian Bank Note Company, die ebenfalls den Druck der Kunststoffgeldscheine übernahm. Die Banknoten mit den Nennwerten zu 5 und 10 Neuseeland-Dollar wurden ab dem 1. Oktober 2015 von der Zentralbank in Umlauf gebracht, die Scheine zu 20, 50 und 100 Dollar folgten im April 2016.

### Dollar der Cookinseln

Cookinsel-Münzen (v. l. n. r.)
oben: 2 $, 5 $, 1 $
unten: 10 c, 5 c (beide nicht mehr im Umlauf)

Auf den Cookinseln wird der Cookinseln-Dollar, der dem Neuseeland-Dollar wertmäßig gleichgestellt ist, als eigenes Bargeld verwendet. Die erste Banknoten-Serie zu 3, 10 und 20 Dollar zeigt eine auf einem Hai reitende Frau. Die zweite Serie besteht aus den Werten 3, 10, 20 und 50 Dollar. Scheidemünzen existieren zu Werten von 1, 2, 5, 10, 20 und 50 Cent sowie zu 1, 2 und 5 Dollar.
Zudem geben die Cookinseln auch Münzbarren und Münztafeln heraus.

### Dollar der Pitcairninseln
Die Pitcairninseln bringen seit 1988 Gedenkmünzen und seit 2009 Währungsmünzen in eigener Währung, gekoppelt an den Neuseeland-Dollar, heraus.

### Das Fehlen der 1-, 2- und 5-Cent-Münzen
Vor dem 30. April 1990 waren auch 1- und 2-Cent-Münzen legales Zahlungsmittel, wurden dann jedoch zurückgezogen.
Seit dem 1. November 2006 werden auch keine 5-Cent-Münzen mehr herausgegeben.
Dieses bereitet bei bargeldlosem Zahlungsverkehr keine Probleme. Bei Bargeldzahlungen muss seit dem 31. Juli 2006 auf die nächsten 10 Cent gerundet werden. Einige größere Kaufhausketten runden immer ab, andere Händler runden ihre Preise von vornherein auf 10 Cent.

Alte und neue Münzen

### Kunststoffgeldscheine
Seit 1999 werden die Banknoten aus Polypropylen hergestellt. Bis dahin bestanden sie aus Baumwolle.

### Austausch der Münzen
Am 31. Juli 2006 wurden neue Münzen eingeführt. Gegen die alten Münzen sprachen steigende Materialkosten und ihre Größe. Mit 3,2 Zentimetern war die 50-Cent-Münze eine der größten weltweit im Umlauf befindlichen Münzen. Die Größe der 10-Cent-Münze war der der 1-Dollar-Münze zu ähnlich. Die 5-Cent-Münzen wurden aus dem Verkehr gezogen.
Die neuen Münzen zeigen die gleichen Motive wie die alten Münzen, sind aber deutlich kleiner. Die neue 10-Cent-Münze ist kupferfarben, die 20-Cent-Münze weist eine Spanische Blume als Rändelung auf.

Wechselkurs des Euro zum Neuseeland-Dollar seit 1999

## Wert
Der Wert eines Neuseeland-Dollars lag in den Jahren 2003 und 2004 zwischen 0,45 und 0,55 Euro, Ende 2005 erreichte er einen Höchststand von etwa 0,61 Euro. Nach einer Talfahrt in der ersten Jahreshälfte 2006 mit einem Tiefststand von etwa 0,47 Euro im Juli 2006 erholte sich der Neuseeland-Dollar zunächst wieder, rutschte dann aber bis Februar 2009 auf 0,37 Euro ab. Seitdem nähert er sich kontinuierlich wieder der Marke von 0,60 Euro.